# Jan-Eric Sundgren
Jan-Eric Sundgren (født 1951) er en svensk ingeniør og vicepræsident for Volvo. Før sin nuværende stilling var Sundgren ansat som professor i fysik ved Linköping Universitet og rektor for Chalmers tekniska högskola.
Sundgren fik sin kandidatgrad i elektroteknik og anvendt fysik i 1974 fra Linköpings tekniska högskola. Efter et kort ophold hos Ericsson vendte han tilbage til Linköpings Universitet, hvor han færdiggjorde sin doktorgrad i fysik i 1982. Hans vejleder var Stig Hagström.

## Karriere
I 1985-1986 var han postdoc ved University of Illinois at Urbana-Champaign. Derefter vendte han tilbage til Linköpings Universitet for at blive professor i fysik i 1990. Han var også vicepræses for Det Kongelige Svenske Akademi for Ingeniørvidenskaber.
I 1998-2005 var han rektor for Chalmers tekniska högskola.

## Anerkendelser
- Medlem af Det Kongelige Svenske Akademi for Ingeniørvidenskaber, 1997.[1]
- John A. Thornton Memorial Award & Lecture, American Vacuum Society, 1995.[2]